# Clinitrachus argentatus
Clinitrachus argentatus é uma espécie de peixe pertencente à família Clinidae.
A autoridade científica da espécie é Risso, tendo sido descrita no ano de 1810.

## Portugal
Encontra-se presente em Portugal, onde é uma espécie nativa .
O seu nome comum é peixe-macaco.

## Descrição
Trata-se de uma espécie marinha. Atinge os 10 cm de comprimento total nos indivíduos do sexo masculino.